# Баґамолай
Баґамолай (Bagamolai) — село у Литві, Расейняйський район, Відуклеське староство, знаходиться за 7 км від села Відукле. 2001 року в селі проживало 8 людей. Розташоване на березі річки Шешувіс.

## Принагідно
- Мапа із зазначенням місцезнаходження

| Литва | Це незавершена стаття з географії Литви. Ви можете допомогти проєкту, виправивши або дописавши її. |